# Mistrzostwa Europy w Pływaniu 1934
IV Mistrzostwa Europy w Pływaniu odbyły się w Magdeburgu w III Rzeszy w dniach 23-30 sierpnia 1934 roku. Rozegrano zawody w jedenastu konkurencjach pływackich, czterech konkurencjach skoków do wody i turniej piłki wodnej. Klasyfikację medalową wygrała reprezentacja gospodarzy.

## Tabela medalowa
| Miejsce | Państwo         | Złoto | Srebro | Brąz | Razem |
| ------- | --------------- | ----- | ------ | ---- | ----- |
| 1.      | III Rzesza      | 6     | 8      | 4    | 18    |
| 2.      | Holandia        | 4     | 2      | 1    | 7     |
| 3.      | Francja         | 2     | 0      | 0    | 2     |
| 3.      | Węgry           | 2     | 0      | 0    | 2     |
| 5.      | Wielka Brytania | 1     | 1      | 2    | 4     |
| 6.      | Włochy          | 0     | 2      | 2    | 4     |
| 7.      | Czechosłowacja  | 0     | 1      | 1    | 2     |
| 8.      | Szwecja         | 0     | 1      | 0    | 1     |
| 9.      | Dania           | 0     | 0      | 4    | 4     |
| 10.     | Belgia          | 0     | 0      | 1    | 1     |
| 10.     | Szwajcaria      | 0     | 0      | 1    | 1     |
| Razem   | Razem           | 16    | 16     | 16   | 48    |

## Wyniki

### Pływanie
Mężczyźni
| Konkurencja:                          | Złoto:                                                         | Czas    | Srebro:                                                                     | Czas    | Brąz:                                                                 | Czas    |
| 100 m stylem dowolnym (szczegóły)     | Ferenc Csik                                                    | 59,7    | Helmuth Fischer                                                             | 59,8    | Otto Wille                                                            | 1:01,2  |
| 400 m stylem dowolnym (szczegóły)     | Jean Taris                                                     | 4:55,5  | Paolo Costoli                                                               | 5:07,5  | Giacomo Signori                                                       | 5:11,0  |
| 1500 m stylem dowolnym (szczegóły)    | Jean Taris                                                     | 20:01,5 | Paolo Costoli                                                               | 21:01,1 | Norman Wainwright                                                     | 21:10,0 |
| 100 m stylem grzbietowym (szczegóły)  | John Besford                                                   | 1:11,7  | Ernst Küppers                                                               | 1:12,2  | Edgar Siegrist                                                        | 1:12,6  |
| 200 m stylem klasycznym (szczegóły)   | Erwin Sietas                                                   | 2:49,0  | Paul Schwarz                                                                | 2:49,4  | Hans Malmström                                                        | 2:49,8  |
| 4 x 200 m stylem dowolnym (szczegóły) | Węgry Ödon Gróf · András Marothy · Ferenc Csik · Árpad Lengyel | 9:30,2  | III Rzesza Heiko Schwarz · Wolfgang Leisewitz · Otto Lenkitsch · Otto Wille | 9:31,2  | Włochy Massimo Costa · Guido Giunta · Paolo Costoli · Giacomo Signori | 9:44,1  |

Kobiety
| Konkurencja:                          | Złoto:                                                                         | Czas   | Srebro:                                                                     | Czas   | Brąz:                                                                             | Czas   |
| 100 m stylem dowolnym (szczegóły)     | Willy den Ouden                                                                | 1:07,1 | Rie Mastenbroek                                                             | 1:08,1 | Gisela Arendt                                                                     | 1:09,3 |
| 400 m stylem dowolnym (szczegóły)     | Rie Mastenbroek                                                                | 5:27,4 | Willy den Ouden                                                             | 5:27,4 | Else Andersen                                                                     | 5:45,1 |
| 100 m stylem grzbietowym (szczegóły)  | Rie Mastenbroek                                                                | 1:20,3 | Gisela Arendt                                                               | 1:20,4 | Maria Oversloot                                                                   | 1:22,2 |
| 200 m stylem klasycznym (szczegóły)   | Martha Genenger                                                                | 3:09,2 | Johanna Hölzner                                                             | 3:09,3 | Inger Nordbø                                                                      | 3:13,2 |
| 4 x 100 m stylem dowolnym (szczegóły) | Holandia Johanna Selbach · Anna Timmermans · Rie Mastenbroek · Willy den Ouden | 4:41,5 | III Rzesza Ruth Halbsguth · Ingrid Ohlinger · Hilda Salbert · Gisela Arendt | 4:50,4 | Wielka Brytania Olive Bartle · Marjorie Hinton · Edna Hughes · Celia Wolstenholme | 4:58,3 |

### Skoki do wody
Mężczyźni
| Konkurencja:                       | Złoto:        | Wynik  | Srebro:           | Wynik  | Brąz:              | Wynik  |
| Skoki z trampoliny 3 m (szczegóły) | Leo Esser     | 138,75 | Winfried Marauhn  | 129,53 | František Leikert  | 129,38 |
| Skoki z wieży 10 m (szczegóły)     | Hermann Stork | 98,99  | František Leikert | 92,17  | Ewald Riebschläger | 90,72  |

Kobiety
| Konkurencja:                       | Złoto:             | Wynik | Srebro:           | Wynik | Brąz:           | Wynik |
| Skoki z trampoliny 3 m (szczegóły) | Olga Jensch-Jordan | 74,78 | Katinka Larsen    | 68,10 | Anneliese Knapp | 65,56 |
| Skoki z wieży 10 m (szczegóły)     | Hertha Schieche    | 35,43 | Ingeborg Sjöqvist | 31,54 | Inger Nordbø    | 31,39 |

### Piłka wodna
| Konkurencja:                 | Złoto: | Srebro:    | Brąz:  |
| Turniej mężczyzn (szczegóły) | Węgry  | III Rzesza | Belgia |